# تپه خاتون‌آباد
تپه خاتون آباد مربوط به دوره ساسانیان است و در شهرستان اراک، بخش مرکزی، دهستان مشهد میقان، روستای دهلق واقع شده و این اثر در تاریخ ۲۶ اسفند ۱۳۸۷ با شمارهٔ ثبت ۲۶۰۹۳ به‌عنوان یکی از آثار ملی ایران به ثبت رسیده است.